# Иванкович, Бранко
Бранко Иванкович (хорв. Branko Ivanković; род. 28 февраля 1954, Чаковец, СФРЮ) — хорватский футболист и футбольный тренер.

## Карьера игрока
Всю свою 12-летнюю карьеру футболиста Иванкович провёл в клубе «Вартекс» из Вараждина, отыграв за него в различных лигах 263 матча и забив 31 гол. После чего он продолжил работать в «Вартексе», сначала на должности секретаря, а потом и в качестве тренера.

## Тренерская карьера
Иванкович возглавлял вараждинский «Вартекс» с 1991 по 1995 год. Далее он проработал один сезон главным тренером «Сегесты», а затем возглавил «Риеку» в сезоне 1996/97.
Иванкович был ассистентом Мирослава Блажевича, главного тренера сборной Хорватии, на чемпионате мира 1998 года, когда хорваты сенсационно взяли бронзу мирового первенства, проходившего во Франции.
В сезоне 1999/2000 Иванкович тренировал немецкий клуб «Ганновер 96», в то время выступавший во Второй Бундеслиге. Затем он ненадолго вернулся в сборную Хорватии, работая помощником Мирко Йозича в отборочном турнире чемпионата мира 2002, прежде чем возглавить сборную Ирана, где заменил Мирослава Блажевича, работавшего там с 2001 года.
Под руководством Иванковича олимпийская сборная Ирана выиграла футбольный турнир на Азиатских играх 2002 года, проходивших в корейском Пусане. Он продолжал возглавлять национальную сборную Ирана до конца 2002 года, когда был заменён на Хомаюна Шахрохи. К этому времени Иванкович приобрёл популярность в Иране и местная общественность требовала продления с ним контракта, но Федерация футбола Ирана неохотно вела с Иванковичем переговоры. Наконец 3 октября 2003 он вернулся на пост главного тренера сборной Ирана. Вместе с ней Иванкович выиграл бронзу Кубка Азии 2004 года. На этом турнире его подопечные уступили лишь китайцам, хозяевам турнира, и то по пенальти и в очень спорном по судейским решениям матче. Иванкович также сумел вывести сборную Ирана на чемпионат мира по футболу 2006, что стало для неё всего третьим появлением на мировом первенстве (после турниров 1978 и 1998 годов). Несмотря на все эти успехи иранское правительство желало заменить Иванковича на местного тренера. Так, Министерство по физической культуре Ирана пыталось поменять наставника национальной сборной перед чемпионатом мира 2006, но встретило сопротивление со стороны Федерации футбола Ирана, и сборную на мировое первенство повёз Иванкович.
На мировом первенстве сборная Ирана проиграла первые 2 игры мексиканцам и португальцам с одинаковым счётом 0:2, потеряв перед последним туром даже теоретические шансы на выход из группы. В своей заключительной игре на мировом первенстве иранцы разошлись миром со сборной Анголы (1:1) и заняли последнее место в своей группе. После чемпионата мира Иванкович был уволен с поста главного тренера сборной Ирана.
6 ноября 2006 года Иванкович сменил Йосипа Куже на посту главного тренера загребского «Динамо». Под его руководством клуб сделал золотой дубль в 2007 году, не проиграв в обоих турнирах ни одного матча. 14 января 2008 года Иванкович подал в отставку, во многом из-за своих разногласий с исполнительным вице-президентом клуба Здравко Мамичем. Иванкович вернулся в качестве тренера «Динамо» 21 мая 2008 года, сразу же после того как команда, тренируемая Звонимиром Сольдо, сделала свой очередной золотой дубль. В июле 2009 года Иванкович получил предложение возглавить иранский клуб «Персеполиса», но отклонил его.
17 декабря 2009 года Иванкович стал главным тренером китайского клуба «Шаньдун Лунэн». В первом же сезоне он привёл эту команду к титулу чемпиона Китая и квалификации в Лигу чемпионов АФК 2011. Но в главном клубном турнире Азии «Шаньдун Лунэн» под его началом не смог преодолеть групповой этап. Иванкович был уволен 10 мая 2011 года за 7 дней до решающего матча с японской командой «Сересо Осака», закончившегося разгромом китайцев (0:4).
22 июля 2011 года Иванкович подписал годичный контракт с саудовским клубом «Аль-Иттифак», который играл в Лиге чемпионов АФК 2012. Он был уволен 1 мая 2012 года, после того как «Аль-Иттифак» финишировал 4-м в чемпионате Саудовской Аравии 2011/12.
В мае 2012 года Иванкович подписал двухлетний контракт с эмиратским клубом «Аль-Вахда», но он был расторгнут 28 апреля 2013 года после поражения (3:4) от «Аджмана». К этому времени «Аль-Вахда» занимала 7-е место, показав хорошие результаты на старте сезона 2012/13.
2 сентября 2013 года Иванкович вернулся в загребское «Динамо», но был уволен 21 октября после всего 5 игр в качестве наставника.
5 апреля 2015 года Иванкович был назначен главным тренером «Персеполиса», подписав полуторагодичный контракт с этим иранским клубом.

### Статистика
| Страна            | Клуб                 | С             | По            | Статистика игр | Статистика игр | Статистика игр | Статистика игр | Статистика игр | Статистика игр | Статистика игр | Статистика игр |
| Страна            | Клуб                 | С             | По            | Г              | Поб            | Н              | Пор            | % поб.         | ЗГ             | ПГ             | +/-            |
| ----------------- | -------------------- | ------------- | ------------- | -------------- | -------------- | -------------- | -------------- | -------------- | -------------- | -------------- | -------------- |
| Хорватия          | Вартекс Вараждин     | июль 1991     | июнь 1995     | 116            | 44             | 34             | 38             | 37.93 %        | 153            | 130            | +23            |
| Хорватия          | Риека                | 1996          | 1997          | 30             | 13             | 7              | 10             | 43.33 %        | 44             | 32             | +23            |
| Германия          | Ганновер 96          | июль 1999     | февраль 2000  | 34             | 12             | 8              | 14             | 35.24 %        | 56             | 56             | 0              |
| Иран              | Иран                 | февраль 2002  | сентябрь 2002 | 14             | 4              | 8              | 2              | 28.50 %        | 16             | 12             | +4             |
| Иран              | Иран (олимп.)        | сентябрь 2002 | октябрь 2002  | 6              | 4              | 2              | 0              | 66.60 %        | 16             | 2              | +14            |
| Иран              | Иран                 | октябрь 2003  | июль 2006     | 42             | 28             | 7              | 7              | 66.60 %        | 101            | 40             | +61            |
| Хорватия          | Динамо (Загреб)      | ноябрь 2006   | январь 2008   | 33             | 30             | 2              | 1              | 90.90 %        | 84             | 22             | +62            |
| Китай             | Шаньдун Лунэн        | апрель 2010   | июль 2011     | 36             | 21             | 10             | 5              | 58.30 %        | 67             | 42             | +25            |
| Саудовская Аравия | Аль-Иттифак          | июль 2011     | апрель 2012   | 42             | 18             | 12             | 12             | 42.85 %        | 68             | 52             | +16            |
| Флаг ОАЭ          | Аль-Вахда (Абу-Даби) | июль 2012     | апрель 2013   | 34             | 18             | 3              | 13             | 52.94 %        | 63             | 49             | +14            |
| Хорватия          | Динамо (Загреб)      | сентябрь 2013 | октябрь 2013  | 5              | 2              | 1              | 2              | 40.00 %        | 3              | 7              | -4             |
| Иран              | Персеполис           | апрель 2015   | наст. время   | 8              | 4              | 1              | 3              | 50.00 %        | 9              | 10             | -1             |

## Достижения

### В качестве помощника главного тренера
Сборная Хорватии
- Бронзовый призёр чемпионата мира (1): 1998

Сборная Ирана
- Бронзовый призёр чемпионата Федерации футбола Западной Азии (1): 2002

### В качестве главного тренера
Олимпийская сборная Ирана
- Asian Games (1): 2002

Сборная Ирана
- Бронзовый призёр Кубка Азии (1): 2004
- Чемпион Федерации футбола Западной Азии (1): 2004
- Обладатель Кубка вызова АФК/ОФК (1): 2003

Динамо (Загреб)
- Чемпион Хорватии (1): 2006/07
- Обладатель Кубка Хорватии (1): 2006/07
- Обладатель Суперкубка Хорватии (1): 2006

Шаньдун Лунэн
- Чемпион Китая (1): 2010

Аль-Иттифак
- Финалист Кубка наследного принца Саудовской Аравии (1): 2011/12